# Chapelle Sainte-Claire de Velée
Pour les articles homonymes, voir Chapelle Sainte-Claire (homonymie).
La Chapelle Sainte-Claire de Velée est un édifice religieux situé dans le hameau de Velée, sur le territoire de la commune d'Anost, en Saône-et-Loire, dans le Parc naturel du Morvan, en région Bourgogne-Franche-Comté.

## Présentation
Située sur le Chemin rural de Vaumignon, dans le hameau de Velée, à Anost, la petite Chapelle Sainte-Claire s'élève dans un milieu naturel de forêts et de prairies, à proximité du filon de micro-granite des "Roches de Velée", sur les chemins de randonnée du Parc naturel régional du Morvan.
Sa construction remonte au XIe siècle. Elle conserve dans son enceinte des éléments classés à l'inventaire des monuments historiques (le Christ et l'ex-voto), ainsi que des peintures murales conçues et réalisées par Dom Angelico Surchamp.

## Association
L'association des « Amis de la chapelle Sainte-Claire de Velée » s'est fixé pour objectifs la protection, la conservation, la réhabilitation et la restauration de l'édifice et de ses fresques murales. Tous les ans, à la date du 11 août, jour de la fête de sainte Claire d'Assise, cette association organise une messe dans l'enceinte de la chapelle.